# Riverbend (Washington)
Pour les articles homonymes, voir Riverbend.
Riverbend est une census-designated place située dans le comté de King, dans l'État de Washington, aux États-Unis. Sa population s’élevait à 2 132 habitants lors du recensement de 2010.